# Readymix Corporation Group
Readymix Corporation Group, RMC, est un ancien producteur britannique de matériaux de construction. Il produisait du ciment, des granulats et du béton prêt à l'emploi.
Le logo de Readymix dessiné dans le désert australien en 1965 est sans doute le premier logo suffisamment grand pour être visible depuis l'espace.
Fondée en 1930, Readymix a été racheté par Cemex en 2005.

## Histoire
RMC Group a été fondé en 1930 par l'ingénieur danois Kjeld Ammentorp (en) (1895-1975) à Bedfont, à l'ouest de Londres.
En 1979, RMC a ouvert un parc d'attraction, Thorpe Park, dans une de ses anciennes gravières (il l'a revendu en 1998).